# غوردون كوتس
شغل جوزيف غوردون كوتس (3 فبراير 1878 -27  مايو 1943)، الحاصل على وسام الصليب العسكري والعضو في المجلس الخاص للمملكة المتحدة، منصب رئيس وزراء نيوزيلندا الحادي والعشرين منذ عام 1925 إلى عام 1928. كان كوتس رئيس الوزراء الثالث على التوالي لحزب الإصلاح منذ عام 1912.
كان كوتس مزارعًا قبل أن يصبح عضوًا في البرلمان، وقد حافظ على تركيزه على المصالح الزراعية طيلة حياته السياسية. انتُخب للبرلمان في عام 1911 عندما رشح نفسه كمرشح مستقل. بعد الخدمة المتميزة أثناء الحرب العالمية الأولى، عُين وزيرًا للعدل ومديرًا عامًا لمكتب البريد في حكومة الإصلاح بقيادة وليام ماسي (1919)، وشغل منصب وزير الأشغال العامة (1920-1926 ) ووزير شؤون السكان الأصليين (1921-1928 )، وأصبح رئيسًا للوزراء في عام 1925 بعد وفاة ماسي.
بعد هزيمته في انتخابات عام 1928، عاد كوتس إلى العمل في الحكومة عام 1931 باعتباره شخصية رئيسية في حكومة جورج فوربس الائتلافية. بصفته وزيرًا للأشغال العامة (1931-1933 ) والمالية (1933-1935 )، وضع سياسات صارمة لمكافحة الكساد الكبير في ثلاثينيات القرن العشرين. أصبح عضوًا في إدارة الحرب في عهد بيتر فرازير منذ عام 1940، إذ عمل بصفته وزيرًا للقوات المسلحة ومنسقًا لشئون الحرب حتى وفاته.

## النشأة
وُلِد كوتس في منزل روتونا الخشبي في هوكاتيري بمرفإ كايبارا بنيوزيلندا، حيث كانت عائلته تدير مزرعة، وتحمَّل مسؤولية كبيرة في سن مبكرة لأن والده كان يعاني من اضطراب ثنائي القطب. حصل على تعليم أساسي في مدرسة محلية، وقامت والدته، وهي متعلمة جيدة، بتعليمه أيضًا. صار فارسًا بارعًا، رغم أن إحدى الحوادث تسببت في إصابة ساقه بقية حياته. كان عدد سكان شعب الماوري الكبير في المنطقة سببًا في نشأة كوتس متقنًا اللغة الماورية. تشير الإشاعات إلى أن كوتس أنجب، قبل زواجه، طفلين من امرأة ماورية. ادعى كوتس أنه خطب إيفا إنغال، وهي معلمة، لكن والدها منع الزواج على أساس أن مرض والده قد يكون وراثيًا. في نهاية المطاف، في 4 أغسطس 1914، تزوج من مارغريت غريس كولز، المعروفة أكثر باسم مارجوري غريس كولز، وأنجب منها خمس بنات.

## رئاسة الوزراء
ازداد بروز كوتس بمرور الوقت لدرجة أن الناس اعتبروه خليفة ماسي. عندما توفي ماسي في 10 مايو 1925، أصبح فرانسيس بيل رئيسًا للوزراء، على نحو مؤقت، بينما كان الحزب يناقش قيادته. في 30 مايو 1925، أصبح كوتس رئيسًا للوزراء بعد أن هزم وليام نوسورثي في انتخابات تجمع.
تميزت رئاسة كوتس للوزراء بتنمية الاقتصاد الريفي في نيوزيلندا، وهو المكان الذي نشأ فيه. خصص لهذا الغرض عددًا من المشاريع، مثل بناء جسر كوبو في شبه جزيرة كورومانديل، ما أتاح للمزارعين المحليين إمكانية وصول أفضل للطرق، ووافق على إنشاء سكة حديد روتوروا تاوبو، التي سعى المستوطنون، الذين يعيشون بين روتوروا وتاوبو، إلى بنائها منذ فترة طويلة لفتح الطريق للوصول إلى المنطقة.
مع اقتراب أزمة الكساد الكبير في ثلاثينيات القرن العشرين وبدء اقتصاد نيوزيلندا في التدهور، تعرض كوتس وحزب الإصلاح لقدر كبير من الانتقادات. ترك ألبرت دافي الحزب للمساعدة في تأسيس حزب ليبرالي عُرف بالحزب المتحد. في الانتخابات العامة لعام 1928، فاز حزب الإصلاح والحزب المتحد بعدد متساو من المقاعد البرلمانية. بدعم من حزب العمال، شكل الحزب المتحد حكومة وخسر كوتس منصب رئيس الوزراء.